# Паљијеричо (Терамо)
Паљијеричо (итал. Pagliericcio) је насеље у Италији у округу Терамо, региону Абруцо.
Према процени из 2011. у насељу је живело 19 становника. Насеље се налази на надморској висини од 571 м.